# Mineraloïde
Een mineraloïde is in de geologie een vaste stof die, net als metalen en mineralen, in gesteenten kan worden aangetroffen, maar die anders dan metalen en mineralen geen geordende kristalstructuur heeft. De structuur van een mineraloïde is dus amorf. Mineraloïden vertonen een grotere variatie in chemische samenstelling dan mineralen. Omdat mineraloïden geen kristallen vormen, hebben ze geen duidelijke splijtingsrichting, maar een conchoidale splijting of glassplijting. Voorbeelden van mineraloïden zijn vulkanisch glas zoals obsidiaan, barnsteen, limoniet, steenkool en bruinkool, git en opaal, maar parels worden ook meestal als een mineraloïde beschouwd. Hoewel er kleine fragmenten van calcietkristallen in parels aanwezig zijn, worden ze gebonden door organisch materiaal en kan de chemische samenstelling ervan sterk wisselen.